# Emily Vanderbilt Sloane
Emily Vanderbilt Sloane (New York, 17 settembre 1874 – New York, 22 febbraio 1970) è stata una scrittrice e filantropa statunitense.
Era la madre del produttore musicale John Hammond, un'appassionata musicista ed era presidentessa di numerose società di beneficenza.

## Biografia
Emily era la figlia di William Douglas Sloane, e di sua moglie, Emily Thorn Vanderbilt. Suo padre era l'erede di W. & J. Sloane mentre sua madre era la nipote di Cornelius Vanderbilt.
Crebbe tra New York ed Elm Court, un mastodontico cottage a Lenox, nel Massachusetts. Non interessata ai circoli sociali, preferiva suonare il piano. Si interessò molto alla religione, offrendo piccoli sermoni ai suoi fratelli e sorelle, e in seguito considerò la sua fede importante per mascherare la colpa di essere nata in una famiglia benestante.
Non le piaceva l'alcool e il tabacco e proibiva a chiunque di consumarli a casa sua.

### Filantropia
Emily era entusiasta di donare denaro a buone cause. Era una sostenitrice dell'educatrice Martha Berry e diede molti contributi finanziari al Berry College; la corrispondenza tra le due donne fu successivamente resa pubblica. Una delle sue principali attività fu il restauro della Theodore Roosevelt House al 28 East 20th Street. È stata presidentessa della Women's Roosevelt Memorial Association per molti anni, della Home Thrift Association ed è stata presidente per 43 anni del Three Arts Club, una residenza per donne che studiano musica, pittura e teatro. Fu una fondatrice, e in seguito presidentessa, della Parents' League of New York nel 1914. Era la presidentessa del Peoples' Chorus of New York e un commissario delle Girl Scout della contea di Westchester.
Dopo la morte di suo marito nel 1949, donò la proprietà di Mount Kisco di 277 acri della famiglia, Dellwood, al controverso movimento Moral Rearmament.

## Matrimonio
Sposò, il 5 aprile 1899 al St. Bartholomew's Episcopal Church, John Henry Hammond I, figlio di John Henry Hammond e fratello di Ogden H. Hammond. Ebbero quattro figli:
- Adele Sloane Hammond (1902–1998), sposò in prime nozze John K. Olyphant, Jr.[9][10] e in seconde nozze John Josiah Emery, Jr.[11];
- Alice Frances Hammond (1905-1978), sposò in prime nozze George Arthur Duckworth[12][13] e in seconde nozze Benny Goodman[14][15];
- Rachel Hammond (1908–2007)[16], sposò in prime nozze Richard L. McClenahan[17], in seconde nozze John Gordon Ferrier Speiden[18] e in terze nozze Manley du Pont Breck[19];
- John Henry Hammond II (1910–1987), sposò in prime nozze Jemison "Jemy" McBride e in seconde nozze Esme O'Brien Sarnoff[3].

## Residenza
I genitori di Emily avevano incaricato lo studio di architettura di Carrère e Hastings di progettare un palazzo per la coppia al 9 East 91st, su un terreno acquistato da Andrew Carnegie; era noto come John Henry Hammond House. Da allora la casa venne restaurata ed è ora il Consolato Generale della Federazione Russa.
Le sale di ricevimento al secondo piano - una sala da ballo, biblioteca e una sala da musica - abitualmente sedevano trecento ospiti, ai concerti spesso con Vanderbilt Sloane al piano, e suo figlio John Hammond, Jr. che suonava il violino o la viola. Molti grandi del jazz suonarono lì, tra cui Benny Goodman. Rachel Hammond Breck notò che le feste di sua madre non andavano mai a lungo, principalmente a causa del suo rifiuto di servire alcolici.

## Morte
Morì il 22 febbraio 1970 nella sua casa a 136 East 64th Street, all'età di 95 anni.